# La casa di carta - Il fenomeno
La casa di carta - Il fenomeno (La casa de papel: El Fenómeno) è un film documentario del 2020 diretto da Luis Alfaro e Pablo Lejarreta, scritto da Pablo Lejarreta e Javier Gómez Santander.

## Trama
Il film prende in esame il fenomeno globale e l'impatto culturale della serie televisiva La casa di carta, concentrandosi sul suo inaspettato aumento di popolarità, sull'acquisizione della serie da parte di Netflix e sul suo impatto culturale in tutto il mondo. Il film ne analizza la produzione e comprende interviste con creatori, cast e troup della serie.

## Produzione
Nel film vengono intervistati, tra gli altri: Álex Pina, regista della serie; Jesús Colmenar, uno dei produttori della serie; Úrsula Corberó, l'attrice interprete di Tokyo; Álvaro Morte, l'attore interprete de Il Professore; Pedro Alonso, l'attore interprete di Berlin; Alba Flores, l'attrice interprete di Nairobi; Miguel Herrán, l'attore che interpreta Rio; Jaime Lorente, l'attore che interpreta Denver; Itziar Ituño l'attrice che interpreta Raquel Murillo; Esther Acebo, l'attrice che interpreta Stoccolma.

## Distribuzione
Il film è stato pubblicato il 3 aprile 2020 su Netflix.